# タカプラ
タカプラ（Takapla）は、鹿児島県鹿児島市の中心繁華街天文館にあったテナント型商業施設である。
前身となる百貨店「大見高島屋」は1936年に開業。1975年10月にファッションビル「高島屋プラザ」へ転換し、1990年に買い物客からの通称として定着していた「タカプラ」へ改称した。千日町1・4番街区の再開発ビル（センテラス天文館）建設計画に伴い2018年2月12日をもって閉館した。

## 概要
店舗正面に鹿児島市電天文館通停留場や各社のバス停、アーケード入り口の角という好立地のため、山形屋やマルヤガーデンズと並ぶ天文館のランドマークで、待ち合わせ場所としても定番であった。特に電車通り側正面壁面には季節ごとの写真とコピーを掲載した巨大なキャンバスイメージが掲げられ、天文館の顔となっていた。また2009年6月創刊の鹿児島美少女図鑑にもメインスポンサーとして協力している。
かつて天文館G3アーケードを挟んだ向かい側に松竹タカシマという松竹系の映画館やカラオケチェーン『コロッケ倶楽部』などが入居していた。
- 【沿革】高島映画劇場（1947年3月10日 - 1950年12月31日）
- →大映高島（1951年1月1日 - 1972年1月31日）
- →松竹高島（1972年2月1日 - 1986年8月31日）
- →改築休館（1986年9月1日 - 1987年4月24日）
- →松竹高島（4階、1987年4月25日 - 2000年8月11日）・鹿児島ピカデリー（2階、1987年4月25日 - 2000年8月11日）
- →松竹タカシマ（2000年8月12日 - 2005年5月5日）松竹株式会社第140期報告書(p6)[リンク切れ]

## 開店の経緯
タカプラの前身は、1936年(昭和11年)10月に開店した鹿児島第二の百貨店『大見高島屋』で、ハイランドグループの一員だった。1950年頃までの大型小売店といえば百貨店や家具店、衣料品店等が主流だったが、1960年代から鹿児島県でも地元資本による食料品中心のスーパーが登場した。法的規制が弱かった事もありスーパーは瞬く間に県内各地へ立地したが、殆どが店舗面積 2,000 ㎡未満の店舗であり、南九州最大の商業地域「天文館」への一極集中に変化は見られなかった。 
しかし1975年7月11日、「動物園跡が日本で一番新しい大ショッピングセンターに変わります」と、天文館から約3km離れた鴨池地区にダイエーが初出店。当時鹿児島で1万㎡を超える大型店は山形屋と丸屋（旧・鹿児島三越）のみで、県外大型流通資本の初進出という事もあり大きな話題となった。
進出に際しては危機感を抱いた地元商店街の激しい反対があり、実際にダイエー開業後の天文館地区は閑散とした日が1か月続くなど、大きな影響を与えた。これに対抗し大見高島屋は業種を転換し、1975年10月25日にファッションビル高島屋プラザをオープン。1976年6月8日には丸屋が増築するなど店舗開発が進んだ事も奏功し、再び天文館地区は賑わいを取り戻した。

## 再開発計画・閉店へ

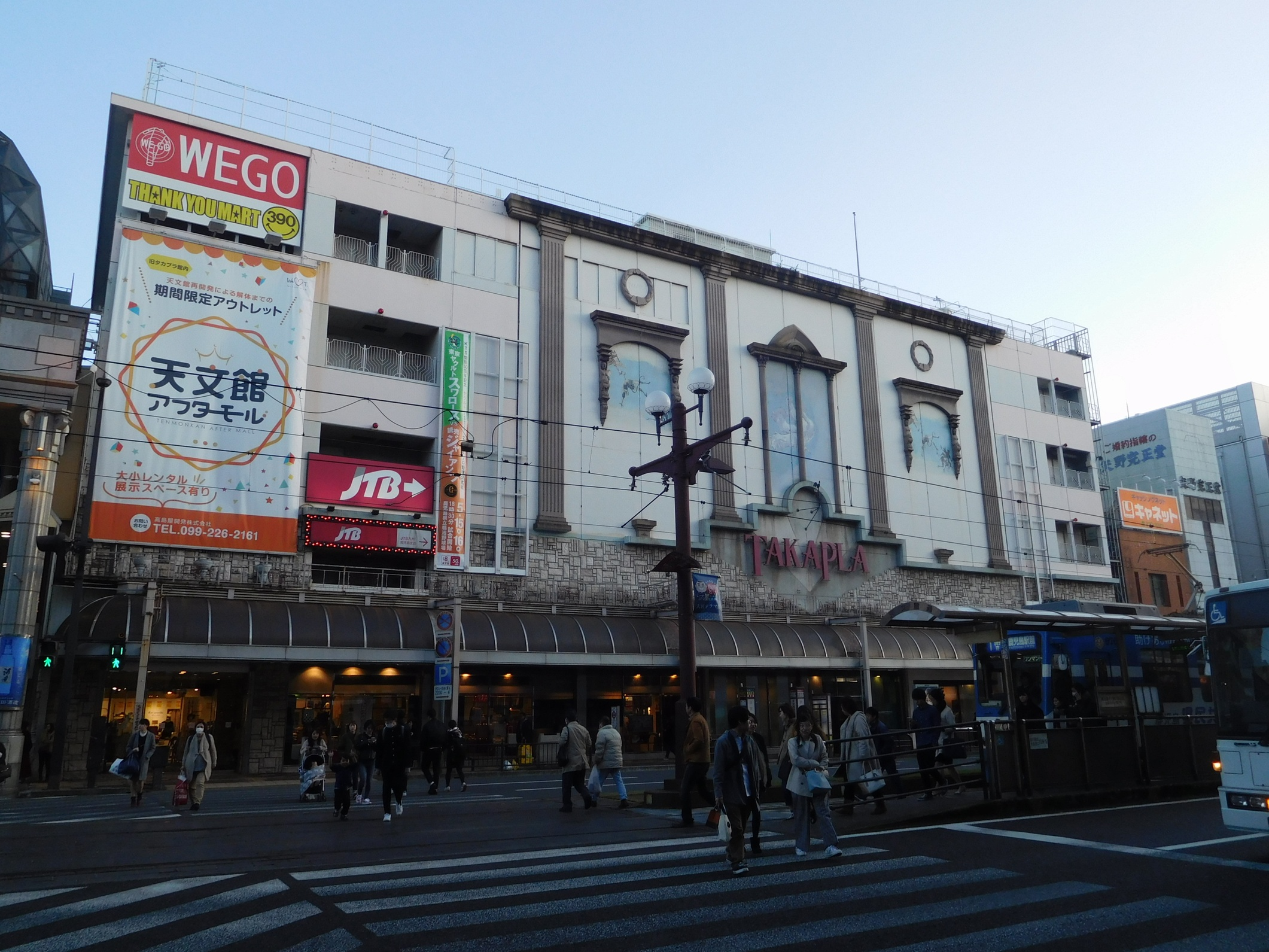
天文館アフターモールとして営業する旧タカプラ（2018年3月）

当店舗を含む千日町1・4番街区では、15階建て(当初は24階建てを予定)の再開発ビルの着工が2018年6月以降に予定されていた。2017年10月30日、運営元である高島屋開発社長の犬伏和章が2018年2月12日をもって当店舗を閉店すると発表した。2018年2月12日に予定通り閉館したが、同年2月24日から建物の解体開始までは1階部分が「天文館アフターモール」として開放された（のちに2階部分に拡大）ほか、8月末に天文館アフターモールの営業が終了した後も別館のJTB・かつや・寿しまどか・マリオンクレープの営業は続けられたが、同年11月頃までに順次閉店もしくは移転した。再開発ビル「センテラス天文館」は2022年4月9日に開業した。

## 主要テナント一覧
1F
- THE EMPORIUM
- FLASH - セレクトショップ
- GRAY MAGIC
- MAJESTIC LEGON
- ESPERANZA・Doll Kiss - 婦人靴
- RAGE BLUE
- OZOC
- SCOT CLUB
- MAITRESSE
- MARION CREPES - クレープ店

2F
- LOWRYS FARM
- Shoe Mixed - 婦人靴
- SAC'S BAR
- canny bell
- LUCCICA
- Bou Jeloud
- vivan - アクセサリー

3F
- chuckle - 鹿児島美少女図鑑がプロデュースした店舗
- Providence
- Prime stage
- S-gel
- Mignon
- wedding BOX - 貸衣装・記念写真・衣料品・雑貨
- mille
- EMS EXCITE
- RETRO GIRL
- .dot star☆
- KG - 婦人靴・衣料品
- 帽子倉庫 for girls

4F
- HONEYS
- soeur*mamの雑貨家さん - 雑貨
- GF-21
- NORSE MYTH CAFE - 飲食店
- FAZBEE
- Forest Heart

5F
- WEGO
- DAISO

6F
- Takapla Gallery - フリースペース

別館
- とんかつ かつや - 8:00-24:00
- 寿司まどか - 8:00-24:00
- JTB - 10:30-18:30　定休日は毎週木曜日、5/3-5/5、12/30-1/3
- 居酒家土間土間 - 月-金・土・祝前日17:00～翌3:00　日・祝17:00～翌2:00

### かつて存在したテナント
1F
- ボッケモンランド - 薩摩剣士隼人の公式グッズショップ

5F
- タワーレコード